# Cadre-45/2-Weltmeisterschaft 1913

Veranstaltungsort: Antwerpen

Die Cadre-45/2-Weltmeisterschaft 1913 war die zehnte FFB-Weltmeisterschaft, die bis 1947 im Cadre 45/2 und ab 1948 im Cadre 47/2 ausgetragen wurde. Das Turnier fand vom 2.–12. Mai 1913 in Antwerpen in Belgien statt.

## Geschichte
Es wurde wieder eine Weltmeisterschaft mit mehreren Teilnehmern ausgetragen. Erstmals nahm mit Rudolphe Agassiz ein Schweizer, der für die Schweiz spielte, an einer Weltmeisterschaft teil. Agassiz zeigte seine Klasse, indem er gleich einen neuen Amateur-Weltrekorde aufstellte. Er erhöhte den Amateur-Weltrekord in der Höchstserie auf 130 Punkte. Seinen dritten Weltmeistertitel bei den Amateuren sicherte sich der Belgier Pierre Sels.
Es war die letzte Weltmeisterschaft die von der Fédération Française de Billard ausgerichtet wurde. Ab 1914 werden die Meisterschaften von der Union Internationale des Fédérations des Amateurs de Billard organisiert.

## Turniermodus
Das ganze Turnier wurde im Round Robin System bis 400 Punkte gespielt. Bei MP-Gleichstand wird in folgender Reihenfolge gewertet:
1. MP = Matchpunkte
2. GD = Generaldurchschnitt
3. HS = Höchstserie

## Abschlusstabelle
| MP    | Match Points (Sieger = 2; Unentschieden = 1; Verlierer = 0) |
| Pkte. | Erzielte Karambolagen                                       |
| Aufn. | Benötigte Versuche                                          |
| GD    | Generaldurchschnitt                                         |
| BED   | Bester Einzeldurchschnitt eines Spielers                    |
| HS    | Höchstserie                                                 |
|       | Bester GD des Turniers                                      |
|       | Bester ED des Turniers                                      |
|       | Beste HS des Turniers                                       |
|       | 1. Platz (Gold)                                             |
|       | 2. Platz (Silber)                                           |
|       | 3. Platz (Bronze)                                           |

| Platz                      | Name             | MP   | Pkte | Aufn. | GD    | BED   | HS  |
| -------------------------- | ---------------- | ---- | ---- | ----- | ----- | ----- | --- |
| 1                          | Pierre Sels      | 12:0 | 2400 | 177   | 13,55 | 15,38 | 81  |
| 2                          | Henri Maréchal   | 10:2 | 2285 | 235   | 9,72  | 13,33 | 76  |
| 3                          | ? Edmond         | 6:6  | 2155 | 218   | 9,88  | 13,79 | 89  |
| 4                          | Raymond de Drée  | 6:6  | 1858 | 207   | 8,97  | 13,33 | 63  |
| 5                          | Rudolphe Agassiz | 4:8  | 2287 | 171   | 13,37 | 23,52 | 130 |
| 6                          | Leon Rudelsheim  | 4:8  | 2096 | 212   | 9,88  | 12,12 | 54  |
| 7                          | Arthur François  | 0:12 | 1791 | 204   | 8,77  | –     | 57  |
| Turnierdurchschnitt: 10,44 |                  |      |      |       |       |       |     |